# Mersch
Mersch är en kommun i Luxemburg. Den ligger i kantonen Mersch och distriktet Luxemburg, i den centrala delen av landet, 15 kilometer norr om huvudstaden Luxemburg.
Administrativt centrum är Mersch. 

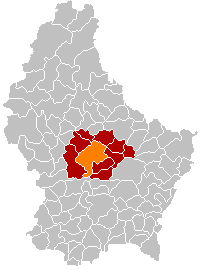
Mersch markerad med orange i karta över Luxemburg

I omgivningarna runt Mersch växer i huvudsak blandskog. Runt Mersch är det mycket tätbefolkat, med 1 135 invånare per kvadratkilometer.